# Leistung (Frequenzverwaltung)
Leistung (englisch power), im Sinne von Sendeleistung, ist – entsprechend Artikel 1.156 der Vollzugsordnung für den Funkdienst (VO Funk) der Internationalen Fernmeldeunion (ITU) – wie folgt definiert:

„Wo immer der Begriff Leistung eines Funksenders usw. vorkommt, muss er stets entsprechend der Sendeart unter Verwendung der angegebenen, willkürlich festgelegten Kennzeichen in einer der folgenden Formen ausgedrückt wenden.
- Hüllkurvenspitzenleistung (PX oder pX)
- mittlere Leistung  (PY oder pY)
- Trägerleistung (PZ oder pZ)

Für verschiedene Sendearten sind die unter normalem Betriebsbedingungen und bei fehlender Modulation bestehenden Bezeichnungen zwischen der Spitzenleistung, der mittleren Leistung und der Trägerleistung in den Empfehlungen des Radiocommunication Sector der Internationalen Fernmeldeunion (ITU-R) enthalten, die als Leitfaden benutzt werden können. In Formeln bedeutet das Kennzeichen p die in Watt ausgedrückte Leistung und das Kennzeichen P die in Dezibel ausgedrückte Leistung, bezogen auf einen Bezugspegel.“

Hierbei handelt es sich auch um einen besonderen Begriff der Frequenzverwaltung, der in der Regel im Zusammenhang mit der Zulassung einer Funkstelle bzw. Zuteilung einer Funkfrequenz oder eines Frequenzkanals Verwendung findet.